# さいたま市議会
さいたま市議会（さいたましぎかい、英語: Saitama City Council）は、埼玉県の県庁所在地で政令指定都市であるさいたま市の市議会である。

## 概要

### 任期
4年。

### 選出方法
中選挙区制を採用。

### 会派

#### 会派構成・議席数
2023年7月28日時点
| 会派名                             | 会派代表者 | 議員数 | 所属党派                                   | 女性議員数 | 女性議員の比率(%) |
| ---------------------------------- | ---------- | ------ | ------------------------------------------ | ---------- | ----------------- |
| 立憲民主・無所属の会さいたま市議団 | 阪本克己   | 12     | 立憲民主党11、無所属1                      | 7          | 53.84             |
| 公明党さいたま市議会議員団         | 上三信彰   | 11     | 公明党                                     | 2          | 18.18             |
| さいたま市議会自由民主党市議団     | 鶴崎敏康   | 10     | 自由民主党                                 | 1          | 10.0              |
| 自由民主党さいたま市議会議員団     | 都築龍太   | 9      | 自由民主党                                 | 1          | 11.11             |
| 日本共産党さいたま市議会議員団     | 松村敏夫   | 6      | 日本共産党                                 | 4          | 66.66             |
| 日本維新の会さいたま市議団         | 吉村豪介   | 4      | 日本維新の会                               | 0          | 0                 |
| 無所属みらい                       | 中山欽哉   | 3      | 無所属2、地域政党さいたま未来プロジェクト1 | 1          | 33.33             |
| 無所属                             |            | 5      | 無所属・無党派3、社会民主党1、無所属1      | 0          | 0                 |
| 計                                 |            | 60     |                                            | 16         | 26.66             |

### 委員会
常任委員会
- 総合政策委員会
- 文教委員会
- 市民生活委員会
- 保健福祉委員会
- まちづくり委員会
- 予算委員会
- 議会運営委員会

特別委員会
- 政治倫理特別委員会
- 議会改革推進特別委員会
- 大都市行財政将来ビジョン特別委員会
- 地下鉄7号線延伸事業特別委員会
- 超齢社会に向けた公共交通の在り方検討特別委員会
- 大宮駅グランドセントラルステーション化構想特別委員会
- 市庁舎等整備検討特別委員会
- 決算特別委員会

法定外委員会
- 議会広報編集委員会

## 各選挙区の定数・選出議員
- 任期　2023年5月1日 - 2027年4月30日

| 選挙区 | 定数 | 選出議員 |
| ------ | ---- | --- |
| 西区   | 4    | 上三信彰（公・6）、稲川智美（さ〔自〕・3）、金井康博（さ〔自〕・3）、出雲圭子（立無〔立〕・2）                                                                                              |
| 北区   | 7    | 吉田一郎（無〔無党〕・6）、伊藤仕（自・4）、川崎照正（さ〔自〕・2）、関ひろみ（公・2）、相川綾香（立無〔立〕・1）、永井里菜（立無〔立〕・1）、堀川友良（維・1）                             |
| 大宮区 | 5    | 新藤信夫（さ〔自〕・6）、渋谷佳孝（さ〔自〕・4）、西山幸代（立無〔立〕・4）、佐伯加寿美（立無〔立〕・2）、服部剛（公・2）                                                                   |
| 見沼区 | 8    | 鶴崎敏康（さ〔自〕・9）、中山欽哉（無み〔無〕・8）、小森谷優（公・5）、三神尊志（立無〔立〕・5）、高子景（さ〔自〕・3）、斉藤健一（公・3）、鳥羽恵（共・2）、佐々木郷美（立無〔立〕・1）    |
| 中央区 | 5    | 高柳俊哉（立無〔立〕・7）、井原隆（さ〔自〕・3）、竹腰連（共・2）、照喜納弘志（公・2）、中山淳一（無〔無党〕・1）                                                                           |
| 桜区   | 4    | 阪本克己（立無〔立〕・5）、久保美樹（共・4）、土橋勇司（自・3）、大貫田鶴子（公・1） |
| 浦和区 | 7    | 青羽健仁（自・8）、添野ふみ子（立無〔立〕・8）、帆足和之（自・5）、小柳嘉文（無み〔さ未〕・4）、谷中信人（公・4）、池田めぐみ（共・1）、北岡久住（維・1）                                   |
| 南区   | 9    | 萩原章弘（自・7）、桶本大輔（自・6）、浜口健司（無・4）、川村準（無〔無党〕・3）、金子昭代（共・2）、津和野眞佐子（自・1）、尾上貴明（公・1）、吉村豪介（維・1）、佐藤真実（無み〔無〕・1） |
| 緑区   | 6    | 神坂達成（公・4）、石関洋臣（さ〔自〕・3）、都築龍太（自・3）、松村敏夫（共・3）、堤日出喜（立無〔立〕・1）、秋山朋彦（維・1）                                                              |
| 岩槻区 | 5    | 江原大輔（さ〔自〕・4）、吉田一志（公・4）、佐藤征治郎（無〔社〕・4）、新井森夫（自・3）、松本翔（立無〔無〕・2）                                                                           |

## 議員報酬と諸手当
| 役職   | 報酬            | 政務活動費  |
| ------ | --------------- | ----------- |
| 議長   | 月額 99万2000円 | 月額 20万円 |
| 副議長 | 月額 88万6000円 | 月額 20万円 |
| 議員   | 月額 81万9000円 | 月額 20万円 |

※別途期末手当あり
※政務活動費は別途会派にも支給あり

## 議会構成
2001年のさいたま市発足当初は、合併特例法の規定による在任特例が適用され、合併した浦和市、大宮市、与野市の市議会議員が引き続き新しい市の議員を務め、その定数は102であった。合算すれば最大勢力になる自由民主党の議員は組織合同がうまく進まず、議会内会派としては四分五裂の状態にあった。
第一回の市議会議員一般選挙は、統一地方選挙の前半戦のひとつとして、2003年4月に行われた。総定数は64に減員された。その内訳は、西区5、北区8、大宮区7、見沼区9、中央区5、桜区6、浦和区8、南区10、緑区6であった。自由民主党は、選挙直後に系列の議員をあわせ、自由民主党・彩政会という会派を創設した。2005年4月1日、岩槻市がさいたま市に編入され単独で岩槻区となり、同区選出の市議会議員定数として7が設けられたことにより、議員総定数は71に増加した。なお、同区選出議員の増員選挙は5月に市長選挙と同日に行われた。2006年12月に議員総定数を64に戻した条例改正により、2007年の市議会一般選挙より適用することを定めた。これに伴い、岩槻区および他の区の定数が是正され、西区4、北区7、大宮区6、見沼区8、桜区5、南区9、岩槻区6とそれぞれ1議席減となった。
2008年10月には、条例を改正し議員総定数を64から60に削減、大宮区5、浦和区7、南区8、緑区5とそれぞれ1議席減らし、2011年の市議会一般選挙より適用することを定めた。さらに選挙直前の2011年3月、国勢調査の速報値に基づき、南区を8から9に戻し、岩槻区を6から5に減員した条例の改正案が緊急可決され、この定数が適用される形で市議会一般選挙が執行された。
2022年12月には、条例を改正し議員総定数を変更せずに、緑区を5から6に増員して桜区を5から4に減員した条例の改正案が可決され、2023年の市議会一般選挙より適用することを定めた。
2015年4月の市議会一般選挙では、北区選挙区の立候補者が定数7と同数（現職6・前職1）となり、さいたま市議会発足以来初めての無投票当選となった。また、同時に執行される埼玉県議会議員一般選挙の南第4区（さいたま市北区）選挙区の立候補者も定数2と同数（現職2）であったため、こちらも無投票当選となった。さいたま市の設置後、統一地方選挙で行われる同市の行政区内の選挙がすべて無投票となる初の事例となった。
2017年1月、最大会派であった自民党市議団内では旧大宮市域からの選出議員を中心とした一派が市長選挙に桶本大輔議長を擁立し、一派側の議員が議長ポストに就くことを画策していたものの、すでに元衆議院議員の中森福代が立候補を表明しており、保守分裂を嫌った桶本議長が固辞したため内紛が発生した。自民党内では市長候補者擁立を進めていたが、市議団長の鶴崎敏康は会派に通知なく自民党の埼玉県連に候補者の擁立断念を通達、3月には鶴崎団長を中心とする一派の議員が自民党市議団を離反して新会派「自民党真政市議団」が発足して分裂した。
その結果民進党系の会派・「民進改革」が最大会派となり、政令指定都市の市議会で唯一の民進党系の会派が最大会派となる市議会となった。同年5月の市長選では、現職で民進系の清水勇人市長が3選した。その後同年7月、自民真政は民進改革と結託し、桶本議長への不信任動議を提出し、対抗する形で自民が議長の信任動議を提出したものの、公明と共産は退席し、民進改革と自民真政の反対多数により信任動議が否決、体調を崩し緊急入院していた桶本議長は辞職願を提出し議長辞職に追い込まれた。こうして民進改革の協力により、自民真政は当初の目的であった自らの会派に属する新藤信夫を新議長に選出することとなった（自民真政は第4会派）。ところが2018年6月には第1会派である「立憲・国民・無所属の会」（民進改革が2018年に会派名変更）側から議長交代を要求された。結局は自民も立民・国民系には議長を譲れないと自民真政の議長続投に賛成し、新藤が1年半以上議長を続けることになった。そのため、最大会派は立憲・国民系、議長は野党である自民からさらに分裂した自民真政から選出されるという複雑な議会運営となった。
2019年4月7日に投開票された市議会一般選挙では、自民23、公明11、立民11、共産7、国民3、社民1、無所属4（うち「無所属・無党派」2）と、共産党が1人減らして初の議席獲得となった社民党が1人増えた以外、政党の獲得議席数に変化がなかった。しかし、選挙後初の議会となった5月の臨時市議会で、自民と自民真政の組織合同が出来ず、議長は引き続き自民真政、副議長は立憲・国民・無所属の会から会派名を変更した「民主改革」から選出されるという改選前と変わらない状態が続いた。結果として、最大会派である「民主改革」に加えて第3会派の公明党と、本来第4会派である「自民真政」が、巨大な市長与党を形成した。
2020年9月、自民と自民真政は2021年の次期市長選挙をにらみ、候補者として前回の市長選挙に擁立する予定だった元市議会議長の桶本大輔（旧浦和市域選出）に出馬を要請、桶本は市長選出馬に意欲を示し自民市議団の団長を辞して会派を離脱した。12月に入ると桶本が、「自民党埼玉県連から推薦を得ることが難しく、見送ることにした」として市長選の立候補を断念することが明らかになり、翌年1月にさいたま自民は「候補者の擁立を断念した」と表明したことで、自民党系の候補者の擁立は自民と自民彩成で探すことになった。選挙直前の4月になると、自民党埼玉県連は「候補者を擁立せず自主投票とする」こととし、埼玉県議在職中は自民党に籍を置いていた清水を実質的に「友情支援」することとした。また、独自の候補者の擁立を模索してきた自民も、擁立を断念することを明らかにした。
2022年11月、最大会派の民主改革から旧浦和市域選出の議員2名が会派離脱して、「さいたま未来市議団」を設立（後に「地域政党さいたま未来プロジェクト」に発展）したことで所属議員数が15となり、第2会派のさいたま自民と同数となった。これにより、最大会派（共に市政与党）が2つとなった。
2023年4月、市議会一般選挙投開票。上記のとおり、緑区を5から6に増員して桜区を5から4に減員した定数で執行することになった。その結果、自民19、公明11、立民12、共産6、維新4、社民1、さいたま未来1、無所属6（うち「無所属・無党派」3）、国民0、参政0と、自民党が4人に共産党と地域政党のさいたま未来プロジェクトがそれぞれ1人減らして、立民党と「無所属・無党派」がそれぞれ1人と初の議席獲得となった日本維新の会が4人増えた事で、政党・団体の獲得議席数に大きな変動があった。
選挙後初の議会となった2023年5月臨時会では、自民党会派の会派統合はなく引き続き市政与党の「さいたま自民」と市政野党の「自民」の分裂状態ままであるものの、所属議員の数は「さいたま自民」が10、「自民」が9と拮抗する形となった。立民を中心とする市政与党会派は「民主改革」から「立憲民主・無所属の会」に会派名を改めた。また、社民党と地域政党のさいたま未来プロジェクトは無所属で活動することになったが、臨時会後にさいたま未来プロジェクトは無所属の議員2人を迎えて新会派「無所属みらい」を立ち上げた。だが、立憲民主・無所属の会は第一会派にもかかわらず議長・副議長を出さなかったが、2024年6月定例会で副議長を出している。

## 歴代議長
特記なき場合「歴代議長・副議長」による。
| 代 | 氏名       | 就任             | 退任             | 備考 |
| -- | ---------- | ---------------- | ---------------- | ---- |
| 1  | 福島正道   | 平成13年5月15日  | 平成15年4月30日  |      |
| 2  | 長谷川浄意 | 平成15年5月14日  | 平成16年6月2日   |      |
| 3  | 佐伯鋼兵   | 平成16年6月2日   | 平成17年6月8日   |      |
| 4  | 鶴崎敏康   | 平成17年6月8日   | 平成18年6月7日   |      |
| 5  | 青木一郎   | 平成18年6月7日   | 平成19年4月30日  |      |
| 6  | 青羽健仁   | 平成19年5月2日   | 平成21年7月9日   |      |
| 7  | 関根信明   | 平成21年7月9日   | 平成22年9月29日  |      |
| 8  | 真取正典   | 平成22年9月29日  | 平成23年4月30日  |      |
| 9  | 中山欽哉   | 平成23年5月2日   | 平成24年6月7日   |      |
| 10 | 加藤得二   | 平成24年6月7日   | 平成25年2月6日   |      |
| 11 | 萩原章弘   | 平成25年2月6日   | 平成26年2月13日  |      |
| 12 | 土橋貞夫   | 平成26年2月13日  | 平成26年10月16日 |      |
| 13 | 霜田紀子   | 平成26年10月16日 | 平成27年4月30日  |      |
| 14 | 桶本大輔   | 平成27年5月1日   | 平成29年7月10日  |      |
| 15 | 新藤信夫   | 平成29年7月10日  | 平成31年4月30日  |      |
| 16 | 渋谷佳孝   | 令和元年5月7日   | 令和3年6月10日   |      |
| 17 | 島崎豊     | 令和3年6月10日   | 令和4年2月2日    |      |
| 18 | 阪本克己   | 令和4年2月2日    | 令和4年12月1日   |      |
| 19 | 中島隆一   | 令和4年12月1日   | 令和5年4月30日   |      |
| 20 | 江原大輔   | 令和5年5月1日    | 令和6年6月6日    |      |
| 21 | 帆足和之   | 令和6年6月6日    | 現職             |      |

## 不祥事
市議・吉田一郎の不祥事
2003年の初当選以来、度々不規則な発言で議事の進行を妨げ、不適切かつ不穏当な発言を行い懲罰処分を繰り返し受けている北区選出の議員・吉田一郎（無所属・無党派）は、2018年に入りより悪質な発言を行い、議会が紛糾する事態が度々発生している。
＜市立図書館長への暴言に対する懲罰および辞職勧告＞
2018年2月20日、文教委員会において吉田の質問に答えた市立中央図書館の館長に対して、吉田は不服を表して「首をつって死ね」と発言し、翌21日の同委員会の臨時会で吉田はこの発言を取り消して謝罪した。これに対し同年2月28日、「議員として極めて不適切な発言である」として自民党系の2市議団から吉田に対する議員辞職勧告決議案が提出された。吉田は「ちゃんとした答弁がないと感じ、カッとなってしまった。非常に不謹慎だった」と釈明したが、さいたま市教育委員会の教育長は「館長は誠実な答弁だった。人権を侵害する発言で、断固抗議する」と発言した。3月12日、市議会は懲罰特別委員会を開き、「発言は著しく不適切だ」として、会期終了までの間、吉田を出席停止処分（通算3回目）にすることを決め、3月15日の本会議にて可決された。さらに3月16日には自民党系の2市議団から提出された議員辞職勧告決議案が一旦撤回されて、「議員としてあるまじき暴言」・「市議会の品位を著しく汚した」として市議会全5会派による共同提出議案として再提出され、賛成多数で議員辞職勧告決議を可決した。市議会議員の辞職勧告決議を可決されたのは、さいたま市議会としては初めてとなった。また併せて提出された「さいたま市議会に対する市民の信頼回復に向けた決議」案を全会一致で可決した。
＜障害者の市議への暴言＞
同年10月19日、午前の本会議において、障害者への医療費支給に所得制限を設ける「さいたま市心身障害者医療費支給条例の一部を改正する条例」案についての討論で、吉田は賛成の討論を行った。その際、支給に所得制限を設ける条例改正に賛意を示しつつ、吉田と同じ北区選出で車椅子を使用している傳田ひろみ市議（立憲民主党。2023年に退任）の方を手で示し、「でも、障害者でも中には、こっちにいますけども、年収1354万5千円の車いすに乗っている障害者の方がいらっしゃるわけですよ。こういった高収入のブルジョア障害者の方は、外していただいても構わないわけですよ」と発言、審議が一時紛糾した。その後の休憩中、新藤信夫議長（自由民主党真政さいたま市議団）から「不穏当発言である」と厳重注意を受けた。吉田は同日、「品がない言い方で心情を害した方には申し訳ない」と表現に関して謝罪した。吉田は差別の意図については否定したが、傳田は「侮蔑的な表現で障害者差別につながる」と不快感を示した。
＜他の議員を愚弄する暴言＞
同年12月21日、本会議おいて、一般会計補正予算案の関連議案として提出した、議員報酬等の引き上げを行う「さいたま市議会の議員の議員報酬、期末手当及び費用弁償に関する条例の一部を改正する条例」案についての討論で、吉田は反対の討論を行った。この際、「この議案に賛成する議員はペテン師だ」と発言し、審議が紛糾。新藤信夫議長はこの発言を「不適切である」として取り消しを求め、自席に戻るよう指示した。しかし吉田は議長の指示に従わず発言を続行したため、他の市議が討論打ち切りの動議を提出し、これを可決して吉田を演壇から強制降壇する形で討論を中止させた。議員報酬引き上げ条例案は総合政策委員会で継続審査となったものの、予算案に盛り込まれたまま予算委員会で可決していたため、吉田は「条例案が継続審査なのに予算だけ先に可決するのはおかしい。統一地方選が終わるまで待ってから可決するつもりとしか思えない」と主張、「ペテン師」発言については「議会のやり方に関してだから（過去の不適切発言とは）全然関係ない」「問題ないと思っている」と話している。

## 市庁舎の移転整備に関する議論
合併協議当初、旧浦和・大宮・与野3市の市議会で1997年に決議された「合併促進決議」では、浦和を『行政の中心』、大宮を『経済の中心』、与野を『情報発信（文化）の中心』とすることが明記された。しかし大宮側は、市名を「さいたま市」にすることに同意する交換条件として、新市の市役所を「さいたま新都心周辺」へ移転することを主張、浦和側は猛反発した。
このような事情から、合併協定書では「新市の事務所（市役所）の位置は、当分の間、現在の浦和市役所の位置とする」、「将来の新市の事務所の位置については、さいたま新都心周辺地域が望ましいとの意見を踏まえ、検討するものとする」等の文言が加えられた。これは浦和側、大宮側それぞれで解釈が異なる玉虫色の文言となった。
現在の本庁舎は、2016年（平成28年）12月から2019年（平成31年）2月にかけて約50億円をかけ耐震工事を行った。
合併後、庁内での検討会議・審議会でも大きな動きはなかったが、2017年の選挙後の市議会の勢力の構成変化により、旧大宮側の議員が多くを占める勢力が多数派となったことで、本庁舎整備に関する議論が再燃することとなり、審議会は2018年5月に移転先の位置を答申した。
答申を受けた清水市長は、2021年2月定例会での施政方針演説で「合併から30周年となる2031年を目途に、さいたま新都心バスターミナルほか街区へ市役所本庁舎の移転を目指す」と表明した。
浦和の地元団体等が説明不足と反発する中、2022年4月28日、庁舎移転の議案の審議のために召集した臨時会にて長時間の審議がなされ、「将来的にさいたま市役所の所在地については、さいたま新都心にふさわしい住居表示の実施を検討すること」とする旨の付帯決議案が出されるなどして、同日深夜に庁舎位置変更の議案が特別多数議決で可決された（条例は規則で定める日から施行とされている）。

## 広報
- 広報紙『市議会だよりさいたま ロクマル』原則年4回発行
- テレビ広報番組『ようこそさいたま市議会へ』テレビ埼玉で年4回放送

## 出身者
- 田口禎則（元プロサッカー選手、元埼玉県議会議員）※旧浦和市議会議員
- 杉崎智介（医学部予備校四谷メディカル学院長、ラジオパーソナリティ）※旧大宮市議会議員
- 輿水恵一（衆議院議員）※見沼区選出
- 熊谷裕人（参議院議員）※大宮区選出
- 高木真理（参議院議員）※北区選出